# Hainbach (Komponist)

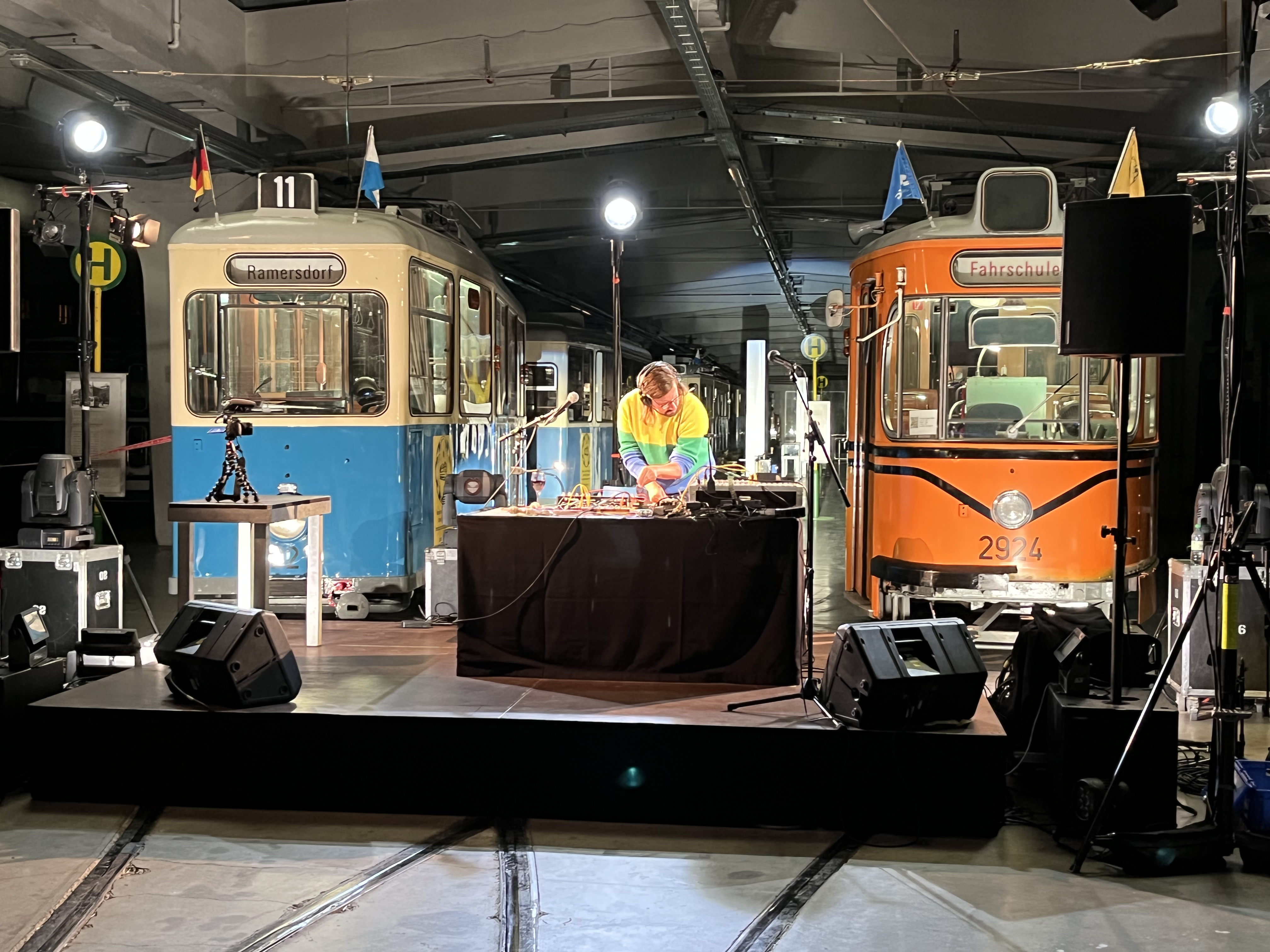
Hainbach live im MVG Museum München 17. September 2022

Hainbach (* 1978, bürgerlich Stefan Paul Goetsch) ist ein deutscher Komponist experimenteller elektronischer Musik und YouTuber. Seine Musik und sein YouTube-Kanal erreichten internationale Bekanntheit.

## Biographie
Stefan Paul Goetsch wuchs in Denzlingen am Rande des Schwarzwalds auf und lebt mit seiner Familie in Berlin.
Insgesamt hat er an über 70 Theaterstücken als Komponist, Textdichter und Livemusiker mitgewirkt, unter anderem am Staatstheater Hannover, Schauspielhaus Hamburg, Theater Frankfurt, Theater Bonn sowie dem Deutschen Nationaltheater und der Staatskapelle Weimar.
Als Hainbach veröffentlicht er seit 2010 Ambient und experimentelle elektronische Musik, unter anderem auf den Labels Seil Records, Opal Tapes oder Limited Interest des Nine-Inch-Nails-Musikers Alessandro Cortini.
2023 war er als Filmkomponist für den deutschen Thriller Schock tätig. Von der Filmkritik wurden die „Synthieteppiche von Musikfrickler“ Hainbach die sich „in den Gehörgang“ schrauben, hervorgehoben.

## Rezeption
Das englische Musikmagazin The Wire beschrieb seine Musik als „wahnsinnigen Trip“ („hell of a trip“) und der Blog Bandcamp Daily nahm Hainbach in die Liste der „10 Musiker, die elektroakustische Musik ins 21. Jahrhundert bringen“ auf. Seinen YouTube-Kanal, auf dem Hainbach experimentelle Musiktechniken mit einem internationalen Publikum teilt, bezeichnete die Website Pitchfork als „Fundgrube an Clips“ („treasure trove of clips“).

## Diskographie

### Alben
- As Sparks Fly Upward (2012)
- Collision / Contact – Music for Exhibitions (2014)
- The Heat (2014)
- Ashes (2015)
- Shrines (2016)
- The Evening Hopefuls (2017)
- On Endless Beach (2017)
- No Need For Rain (2017)
- Cello Pattern (2017)
- Violin Forms (2018)
- Songs For Coco (2018)
- Ambient Piano Works (2018)
- Codex (2018)
- Senses (2018)
- Gestures (2019)
- Old Suns (2019)
- Assertion (2020)
- Light Splitting (2020)
- Schwebungssummer (2021)
- Home Stories (2021)
- Landfill Totems (2021)
- Core Memory (2022)
- Syn-Ket Studien (2022)
- Tagwerk (2022)
- Voice Magnetic (2023)
- Blast of Sirens (2023)
- Breve (2024)

### Soundtrack-Alben
- Bruderkrieg (2017)
- Billions Of Windows (2021)
- The One Who Runs Away Is the Ghost Soundtrack (2024)

### Extended plays
- A Ritual (2014)
- Rhein (2016)
- Only The Rain Never Tires (2017)
- Dear Earth (2018)
- Impulsgenerator (2019)
- The Earth’s Own Sighs (2020)
- Gaze Up At The Harvest Moon (2020)

### Kollaborationen & Remixes
- mit Kilchhofer: Acosta (Album, 2017)
- Bad Stream – Transition, Single (Hainbach Rework)
- mit Todd Barton: Hainbach / Todd Barton (Album, 2019)
- mit My Panda Shall Fly: Borrowed Water (Album, 2019)
- mit Morfbeats: Hainbach / Morfbeats (Album, 2020)
- George Hurd & Hurd Ensemble – Tethering Blind / All Falling Apart, Single (2020, Hainbach Remix)
- mit with Bad Stream: Jaybird (Single, 2020)
- Wouter van Veldhoven – Wanderlied, Single (Hainbach Rework) (2021)
- mit Lidell und Ayjay Nils: Nagroni (Album, 2024)
- mit Ensemble Modern: Primer (Album, 2025)
- mit Ensemble recherche: Retold (Album, 2025)